# Benjamin Dyball
Benjamin "Ben" Dyball (Blacktown, Nova Gal·les del Sud, 20 d'abril de 1989) és un ciclista australià, professional des del 2011 i actualment a l'equip Team Ukyo.

## Palmarès
- 2009
  - Vencedor d'una etapa al Tour de Bright
- 2010
  - 1r al Canberra Tour i vencedor d'una etapa
  - Vencedor d'una etapa al Tour de Bright
- 2011
  -  Campió d'Austràlia sub-23 en ruta
- 2013
  - Vencedor d'una etapa a la Volta al Japó
  - Vencedor d'una etapa al Tour de Bright
- 2014
  - Vencedor d'una etapa al National Capital Tour
  - Vencedor d'una etapa al Tour de Tasmània
- 2015
  - 1r al Tour de Bright i vencedor d'una etapa
- 2016
  - 1r al Tour de Tasmània i vencedor d'una etapa
  - 1r al Tour del Chablais
  - Vencedor d'una etapa al Tour de Côte-d'Or
- 2017
  - 1r al Boucle de l'Artois i vencedor d'una etapa
  - 1r al Gran Premi New Bike-Eurocapi
- 2018
  - 1r al Tour de Tailàndia i vencedor d'una etapa
  - 1r al Tour de l'Ijen i vencedor d'una etapa
  - Vencedor d'una etapa al Tour de Siak
- 2019
  -  Campió d'Oceania en ruta
  -  Campió d'Oceania de contrarellotge
  - 1r al Tour de Langkawi i vencedor d'una etapa
  - Vencedor d'una etapa al Tour de Tochigi
  - Vencedor d'una etapa a la Volta al llac Qinghai
  - Vencedor d'una etapa al Tour d'Indonèsia
- 2022
  - 1r al Tour de Taiwan i vencedor d'una etapa
  - Vencedor d'una etapa a la Volta al Japó
- 2023
  - 1r a la Taiwan KOM Challenge
- 2024
  - 1r al Gran Premi Kaisareia

### Resultats a la Volta a Espanya
- 2020. 130è de la classificació general